# Kat Hing Wai

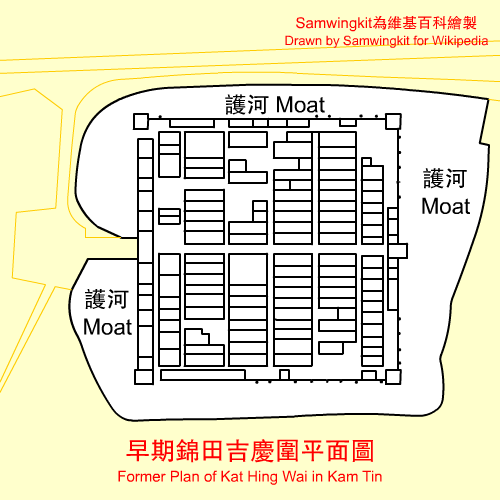
Ancien plan de Kat Hing Wai

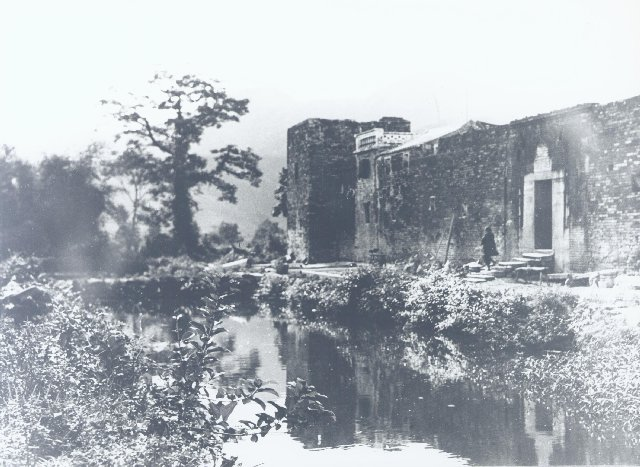
Kat Hing Wai dans les années 1920

Kat Hing Wai (吉慶圍) est un village fortifié situé dans le district de Yuen Long dans les Nouveaux Territoires de Hong Kong. 